# Анте Црнац
Анте Црнац (хорв. Ante Crnac, нар. 17 грудня 2003, Сисак, Хорватія) — хорватський футболіст, атакувальний півзахисник англійського клубу «Норвіч Сіті» і молодіжної збірної Хорватії.

## Ігрова кар'єра

### Клубна
Анте Црнац є вихованцем загребського «Динамо». Але грати в основі команди футболісту не довелося. Лише у 2021 році він пограв у дублюючому складі.
У вищому дивізіоні хорватського чемпіонату Црнац дебютував 29 січня 2022 року вже у складі «Славен Белупо», куди він перейшов у сіні 2022 року, підписавши контракт на три роки.
Перед сезоном 2023/24 Црнац перейшов до складу чинного чемпіона Польщі — клубу «Ракув», з яким він підписав п'ятирічний контракт. У складі «Ракува» футболіст грав також у матчах групового раунду Ліги Європи.
22 серпня 2024 року підписав контракт на чотири роки з англійським «Норвічем».

### Збірна
З 2017 року Анте Црнац пройшов всі юнацькі збірні Хорватії. З 2022 року він виступає за молодіжну збірну Хорватії.